# Grafschaft (Großlage)
Grafschaft ist eine Großlage im deutschen Weinbaugebiet Mosel. Sie gehört zum Weinbaubereich Burg Cochem.

## Einzellagen
- Nehren: Römerberg.
- Ediger: Ediger Elzhofberg, Feuerberg, Ediger Osterlämmchen.
- Eller: Calmont, Bienenlay, Engelströpfchen, Höll, Kaplay, Pfirsichgarten, Schützenlay.
- Bremm: Abtei Kloster Stuben, Bremmer Calmont, Frauenberg, Laurentiusberg, Schlemmertröpfchen.
- Neef: Frauenberg, Petersberg, Rosenberg.
- St. Aldegund: Himmelreich, Palmberg Terrassen, Klosterkammer.
- Alf: Kapellenberg, Katzenkopf, Herrenberg, Burggraf, Kronenberg, Arrasburg-Schloßberg, Hölle.
- Beuren: Pelzerberger.
- Bullay: Graf Beyssel-Herrenberg, Brautrock, Kronenberg, Kirchweingarten, Sonneck.